# Station Napoli Afragola
Station Napoli Afragola (Italiaans: Stazione di Napoli Afragola) is een treinstation in Afragola, een stad in het grootstedelijk gebied van Napels in Italië. Het treinstation werd op 6 juni 2017 geopend. Het station ligt aan de hogesnelheidslijn Rome–Napels en is in de eerste plaats bedoeld als groot vervoersknooppunt voor regionaal en nationaal vervoer voor de regio rond Napels.
Het stationsgebouw is ontworpen door de Brits-Iraakse architect Zaha Hadid in een stijl die algemeen wordt omschreven als ‘futuristisch’. Het wordt beschouwd als het laatste grote project van de architect voordat ze in 2016 stierf.

## Geschiedenis

### Bouw

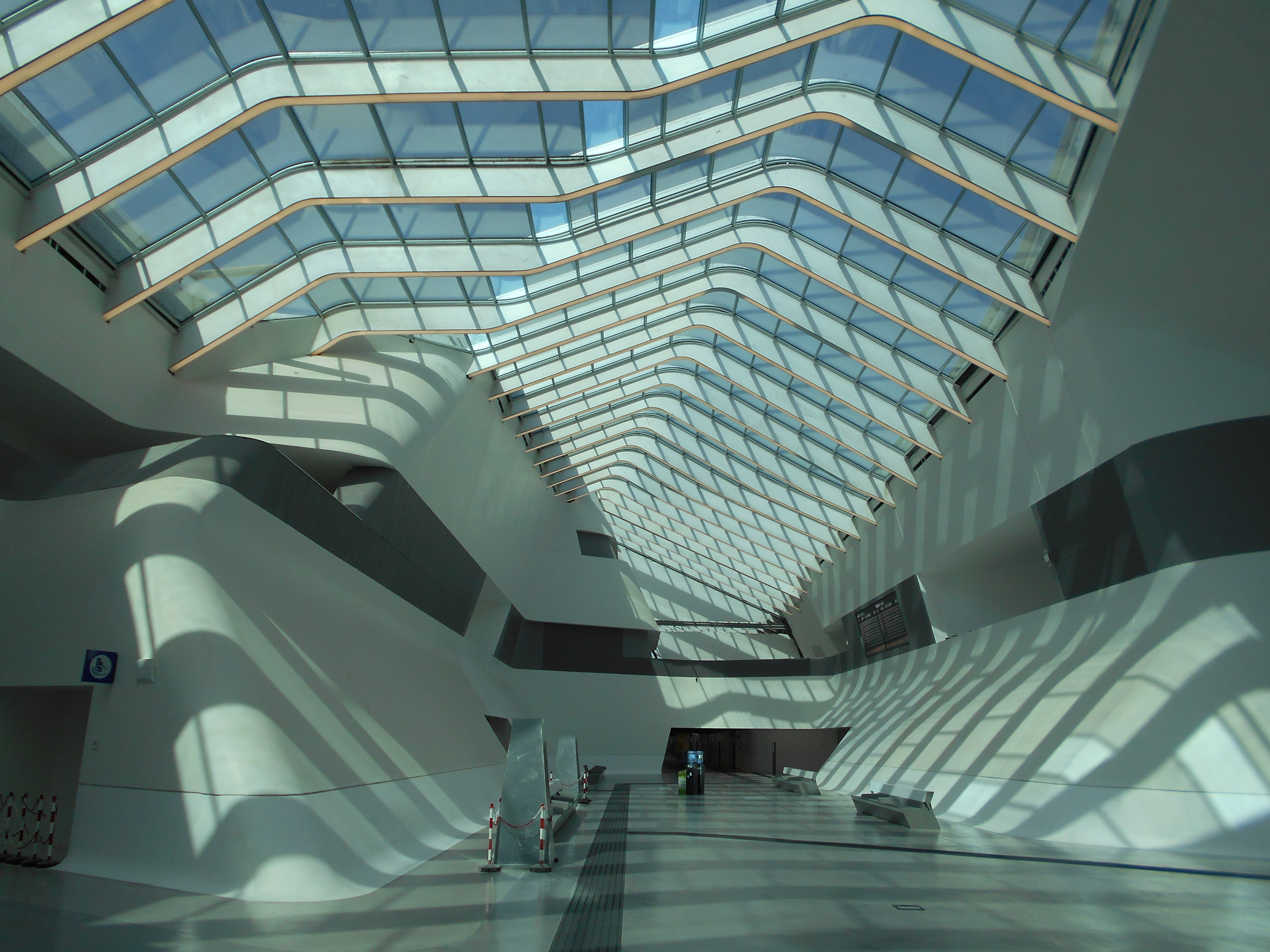
Binnenaanzicht

De verantwoordelijkheid voor de ontwikkeling van het station lag bij de Italiaanse netwerkbeheerder Rete Ferroviaria Italiana (RFI). De RFI gunde het contract voor het ontwerp van het station in 2003 aan architectenbureau Zaha Hadid. Op 4 november 2003 presenteerde Zaha Hadid officieel het ontwerp van het station. De oorspronkelijke planning was om het station in 2009 te openen; het project liep echter verschillende vertragingen op, waarvan sommige te wijten waren aan budgettaire beperkingen. In februari 2015 werd het nieuwbouwcontract voor de uiteindelijke oplevering gegund aan het multinationale bouwbedrijf Astaldi.
Volgens Filippo Innocenti, projectmanager bij Zaha Hadid, was het centraal stationsgebouw vanaf het begin gepland op een grote brug over alle acht sporen en zou het vier niveaus tellen met een maximale hoogte van 25 meter. De plaatsing van de hal direct boven elk perron heeft net als op bijvoorbeeld Station Utrecht Centraal het voordeel dat de loopafstanden voor passagiers worden geminimaliseerd, terwijl de introductie van het brugformaat ook heeft vermeden dat wijken aan de ene kant van het station worden bevoordeeld boven die aan de andere kant.
Naar verluidt werd 20.000 vierkante meter matte bekleding geïnstalleerd; dit zou de grootste hoeveelheid van dit soort bekleding moeten zijn die ooit bij een enkel bouwproject in Italië is gebruikt.  In totaal was er 5000 ton staal nodig voor de steigervloeren en gebogen daken, terwijl er 200 kilometer bekabeling en ruim 2000 LED-lampen werden geïnstalleerd aan 4000 meter lichtleidingen geïntegreerd in de stalen dakdragers. Tijdens een groot deel van de bouwwerkzaamheden waren er doorgaans elke dag zo'n 330 werknemers ter plaatse, waarbij het aantal werknemers uiteindelijk een piek van 700 bereikte.

### Integratie in de omgeving
Er is geprobeerd het treinstation te integreren in het naastgelegen industrieterrein en het landschap. Dit is bewust gedaan met het oog op de toekomstige ontwikkeling van de omgeving. Het vier verdiepingen tellende station kreeg een royale ruimte voor publieke voorzieningen, winkels en wachtruimtes, maar bleef toch ruim en zo open mogelijk; het gebied boven de belangrijkste wachtruimte kreeg een busstation en 1.400 parkeerplaatsen, evenals een aantal restaurants en bars. De buitenkant van het station wordt voornamelijk bedekt door grote glasruiten die kronkelige vormen vormen, waarvan Zaha Hadid claimt dat ze het beeld van een rijdende trein oproepen.
Een ander aandachtspunt was het bieden van een zo goed mogelijk zicht op de nabijgelegen Vesuvius. De relatief actieve vulkaan was echter een belangrijke complicatiefactor bij zowel de planning als de bouw van het station. Het gebouw moest voldoen aan beperkende seismische maatregelen.

### Opening
Op 6 juni 2017 werd het treinstation ingehuldigd in aanwezigheid van de Italiaanse premier Paolo Gentiloni, die verklaarde: “Elk groot land heeft grote projecten nodig die een sprong voorwaarts vertegenwoordigen [...]. Het nieuwe station in Afragola vormt de basis van het infrastructuurprogramma om ontwikkeling in het zuiden te bevorderen.” Sinds 11 juni stoppen er dagelijks 36 hogesnelheidstreinen op het station, waarvan 18 Frecciarossa's van de staatsspoorweg Trenitalia en nog eens 18 Italo's van de particuliere spoorwegmaatschappij NTV.
In de toekomst zullen nog meer routes met elkaar worden verbonden. Met de toekomstige opening van de hogesnelheidslijn Napels–Bari zullen meer treinen stoppen op station Afragola. 
Volgens critici is het treinstation in zekere zin een ‘kathedraal in de woestijn’ omdat er geen verbinding is met het centrum van Napels. Noch de metro van Napels, noch de voorstedelijke treinen (Circumvesuviana) bereiken anno 2024 het station.